# Berliner Fußball-Club Viktoria 1889 2021-2022
Questa voce raccoglie le informazioni riguardanti il Berliner Fußball-Club Viktoria 1889 nelle competizioni ufficiali della stagione 2021-2022.

## Stagione
Nella stagione 2021-2022 il Viktoria Berlino, allenato da Benedetto Muzzicato, David Pietrzyk e Farat Toku, concluse il campionato di 3. Liga al 17º posto e fu retrocesso in Regionalliga.

## Rosa
| N. |                     | Ruolo | Calciatore          |
| -- | ------------------- | ----- | ------------------- |
| 1  | Germania (bandiera) | P     | Philip Sprint       |
| 4  | Germania (bandiera) | D     | Jakob Lewald        |
| 6  | Germania (bandiera) | C     | Bernd Nehrig        |
| 7  | Lettonia (bandiera) | C     | Čebrails Makreckis  |
| 8  | Germania (bandiera) | C     | Christopher Theisen |
| 9  | Germania (bandiera) | A     | Soufian Benyamina   |
| 10 | Germania (bandiera) | C     | Enes Küc            |
| 11 | Brasile (bandiera)  | A     | Lucas Falcão        |
| 14 | Germania (bandiera) | D     | Brooklyn Ezeh       |
| 16 | Germania (bandiera) | D     | Patrick Kapp        |
| 17 | Germania (bandiera) | A     | Pasqual Verkamp     |
| 18 | Germania (bandiera) | A     | Franck Evina        |
| 19 | Germania (bandiera) | D     | Tobias Gunte        |
| 20 | Turchia (bandiera)  | C     | Fırat Suçsuz        |

| N. |                       | Ruolo | Calciatore         |
| -- | --------------------- | ----- | ------------------ |
| 21 | Germania (bandiera)   | A     | Matteo Gumaneh     |
| 23 | Germania (bandiera)   | A     | Moritz Seiffert    |
| 24 | Germania (bandiera)   | D     | Alexander Hahn     |
| 25 | Germania (bandiera)   | C     | Björn Jopek        |
| 26 | Germania (bandiera)   | D     | Deji Beyreuther    |
| 27 | Giappone (bandiera)   | C     | Shinji Yamada      |
| 28 | Georgia (bandiera)    | A     | Shalva Ogbaidze    |
| 29 | Germania (bandiera)   | D     | Lukas Pinckert     |
| 30 | Germania (bandiera)   | D     | Christoph Menz     |
| 31 | Slovacchia (bandiera) | C     | Martin Gamboš      |
| 32 | Germania (bandiera)   | P     | Maximilian Kinzig  |
| 34 | Finlandia (bandiera)  | A     | Kimmo Hovi         |
| 35 | Germania (bandiera)   | D     | Diren Günay        |
| 37 | Germania (bandiera)   | D     | Mladen Cvjetinovic |

## Organigramma societario
Area tecnica
- Allenatore: Farat Toku
- Allenatore in seconda: Richard Krohn, David Pietrzyk
- Preparatore dei portieri: Marco Sejna
- Preparatori atletici: Leroy Raschke, Roman Steinweg, Javier Cordero

## Calciomercato

### Sessione estiva
| Acquisti | Acquisti          | Acquisti             | Acquisti |
| R.       | Nome              | da                   | Modalità |
| -------- | ----------------- | -------------------- | -------- |
| C        | Bryang Kayo       | Wolfsburg II         |          |
| A        | Soufian Benyamina | Lubecca              |          |
| D        | Deji Beyreuther   | Hoffenheim II        |          |
| C        | Tolcay Ciğerci    | Altglienicke         |          |
| A        | Matteo Gumaneh    | Viktoria Berlino U19 |          |
| D        | Alexander Hahn    | Rot-Weiss Essen      |          |
| C        | Yazid Heimur      | Viktoria Berlino U19 |          |
| P        | Julian Krahl      | Colonia              |          |
| A        | Shalva Ogbaidze   | Viktoria Berlino U19 |          |
| D        | Lukas Pinckert    | Amburgo II           |          |
| A        | Pasqual Verkamp   | Carl Zeiss Jena      |          |

| Cessioni | Cessioni        | Cessioni              | Cessioni |
| R.       | Nome            | a                     | Modalità |
| -------- | --------------- | --------------------- | -------- |
| A        | Tamer Ertürkler | Berliner AK 07        |          |
| P        | Melvin Williams | Lichtenberg 47        |          |
| P        | Elian Clasen    | Union Fürstenwalde    |          |
| D        | Mattis Daube    | Lubecca               |          |
| C        | Philipp Müller  | Eintracht Norderstedt |          |
| D        | Cimo Röcker     | Hertha Berlino II     |          |

### Sessione invernale
| Acquisti | Acquisti           | Acquisti             | Acquisti |
| R.       | Nome               | da                   | Modalità |
| -------- | ------------------ | -------------------- | -------- |
| C        | Martin Gamboš      | Zlaté Moravce        |          |
| A        | Franck Evina       | Hannover 96          |          |
| P        | Elian Clasen       | Union Fürstenwalde   |          |
| C        | Čebrails Makreckis | Borussia Dortmund II |          |
| D        | Brooklyn Ezeh      | Schalke 04 II        |          |

| Cessioni | Cessioni       | Cessioni           | Cessioni |
| R.       | Nome           | a                  | Modalità |
| -------- | -------------- | ------------------ | -------- |
| C        | Bryang Kayo    | Norimberga II      |          |
| C        | Erhan Yılmaz   | Sportfreunde Lotte |          |
| C        | Tolcay Ciğerci | Samsunspor         |          |

## Risultati

### 3. Liga

#### Girone di andata
| Arbitro: | Exner |

|                       |           |          |
| Becker 37’ Falcão 38’ | Marcatori | 34’ Amyn |

| Arbitro: | Haslberger |

|  |           |                                         |
|  | Marcatori | 5’, 31’ Ciğerci 65’ Falcão 69’ Pinckert |

| Arbitro: | Oldhafer |

|                                            |           |  |
| Jopek 3’ Ciğerci 45’ Falcão 53’ Yılmaz 84’ | Marcatori |  |

| Arbitro: | Aarnink |

|  |           |          |
|  | Marcatori | 28’ Boyd |

| Arbitro: | Ballweg |

|             |           |               |
| Baumann 15’ | Marcatori | 89’ Benyamina |

| Arbitro: | Stegemann |

|              |           |  |
| Pinckert 89’ | Marcatori |  |

| Arbitro: | Müller |

|                                            |           |                            |
| Putaro 34’ Kapp 61’ (aut.) Steinwender 75’ | Marcatori | 47’, 90’ Ciğerci 52’ Jopek |

| Arbitro: | Ittrich |

|                                     |           |             |
| Falcão 4’ Ciğerci 46’ Benyamina 88’ | Marcatori | 29’ Iredale |

| Arbitro: | Benen |

|                               |           |  |
| Burkart 3’ (rig.) Vermeij 62’ | Marcatori |  |

| Arbitro: | Kampka |

|                             |           |                                             |
| Kapp 18’ Jopek 36’ Menz 60’ | Marcatori | 27’ Froese 57’ Düker 69’ Langfeld 80’ Meyer |

| Arbitro: | Dingert |

|             |           |           |
| Mölders 77’ | Marcatori | 60’ Gunte |

| Arbitro: | Haslberger |

|         |           |                       |
| Kapp 7’ | Marcatori | 13’ Heider 31’ Köhler |

| Arbitro: | Aarnink |

|              |           |  |
| Krempicki 4’ | Marcatori |  |

| Arbitro: | Braun |

|                    |           |         |
| Küc 38’ Falcão 86’ | Marcatori | 42’ Taz |

| Arbitro: | Bokop |

|                |           |  |
| Bouhaddouz 52’ | Marcatori |  |

| Arbitro: | Kessel |

|                    |           |          |
| Ciğerci 75’ (rig.) | Marcatori | 8’ Pepić |

| Arbitro: | Benen |

|                         |           |  |
| Jänicke 79’ Deville 85’ | Marcatori |  |

| Berlino 4 dicembre 2021, ore 14:00 CET 18ª giornata | Viktoria Berlino | – annullata referto | Türkgücü | Friedrich-Ludwig-Jahn-Sportpark (574 spett.)\| Arbitro: \| Hussein \| |
| Arbitro:                                            | Hussein          |                     |          |                                                                       |

| Arbitro: | Hanslbauer |

|                               |           |  |
| Tankulić 11’, 27’ Hemlein 74’ | Marcatori |  |

#### Girone di ritorno
| Arbitro: | Oldhafer |

|                   |           |                                        |
| Yamada 35’ (aut.) | Marcatori | 31’ Falcão 39’, 48’ Theisen 76’ Lewald |

| Arbitro: | Exner |

|  |           |                                                                   |
|  | Marcatori | 7’ Multhaup 9’ Henning 18’ (aut.) Ezeh 61’ Strompf 74’, 79’ Girth |

| Arbitro: | Braun |

|                         |           |  |
| Niehues 42’ Hercher 64’ | Marcatori |  |

| Arbitro: | Fuchs |

|                                          |           |            |
| Huth 35’, 40’ Zulechner 90’ Eberwein 90’ | Marcatori | 31’ Yamada |

| Berlino 16 marzo 2022, ore 19:00 CET 24ª giornata | Viktoria Berlino | 0 – 0 referto | Zwickau | Friedrich-Ludwig-Jahn-Sportpark (675 spett.)\| Arbitro: \| Hussein \| |
| Arbitro:                                          | Hussein          |               |         |                                                                       |

| Arbitro: | Waschitzki-Günther |

|                                                  |           |              |
| Schnatterer 3’ Boyamba 42’ (rig.) Martinovic 85’ | Marcatori | 1’, 37’ Ezeh |

| Arbitro: | Glaser |

|               |           |               |
| Küc 3’ (rig.) | Marcatori | 87’ Grodowski |

| Arbitro: | Hempel |

|                        |           |  |
| Nilsson 22’ Brumme 29’ | Marcatori |  |

| Arbitro: | Benen |

|  |           |                         |
|  | Marcatori | 33’ (rig.), 56’ Vermeij |

| Arbitro: | Oldhafer |

|               |           |           |
| Gubinelli 21’ | Marcatori | 11’ Gunte |

| Arbitro: | Gerach |

|  |           |                          |
|  | Marcatori | 3’ Tallig 21’ (rig.) Bär |

| Arbitro: | Winter |

|                                |           |               |
| Kunze 31’ Opoku 74’ Köhler 83’ | Marcatori | 63’ Benyamina |

| Arbitro: | Hempel |

|                          |           |             |
| Lewald 19’ Benyamina 46’ | Marcatori | 76’ Brünker |

| Arbitro: | Schwengers |

|  |           |               |
|  | Marcatori | 59’ Benyamina |

| Arbitro: | Dankert |

|  |           |           |
|  | Marcatori | 55’ Pusch |

| Arbitro: | Braun |

|                                         |           |  |
| Sané 68’ (rig.) Herrmann 78’ Pourié 81’ | Marcatori |  |

| Arbitro: | Bokop |

|                  |           |             |
| Küc 34’ Hovi 90’ | Marcatori | 24’ Jänicke |

| Monaco di Baviera 7 maggio 2022, ore CEST 37ª giornata | Türkgücü | – non disputata referto | Viktoria Berlino | Stadio Olimpico |

| Arbitro: | Ittrich |

|                         |           |                                                              |
| Menz 65’ Gunte 85’, 90’ | Marcatori | 48’ Faßbender 52’ (rig.) Tankulić 69’ Krüger 90’ Sukuta-Pasu |

## Statistiche

### Statistiche di squadra
| Competizione | Punti | In casa | In casa | In casa | In casa | In casa | In casa | In trasferta | In trasferta | In trasferta | In trasferta | In trasferta | In trasferta | Totale | Totale | Totale | Totale | Totale | Totale | DR  |
| Competizione | Punti | G       | V       | N       | P       | Gf      | Gs      | G            | V            | N            | P            | Gf           | Gs           | G      | V      | N      | P      | Gf     | Gs     | DR  |
| ------------ | ----- | ------- | ------- | ------- | ------- | ------- | ------- | ------------ | ------------ | ------------ | ------------ | ------------ | ------------ | ------ | ------ | ------ | ------ | ------ | ------ | --- |
| 3. Liga      | 38    | 18      | 7       | 3       | 8       | 25      | 29      | 19           | 3            | 5            | 11           | 19           | 33           | 37     | 10     | 8      | 19     | 44     | 62     | -18 |
| Totale       | 38    | 18      | 7       | 3       | 8       | 25      | 29      | 19           | 3            | 5            | 11           | 19           | 33           | 37     | 10     | 8      | 19     | 44     | 62     | -18 |

### Andamento in campionato
| Giornata  | 1 | 2 | 3 | 4 | 5 | 6 | 7 | 8 | 9 | 10 | 11 | 12 | 13 | 14 | 15 | 16 | 17 | 18 | 19 | 20 | 21 | 22 | 23 | 24 | 25 | 26 | 27 | 28 | 29 | 30 | 31 | 32 | 33 | 34 | 35 | 36 | 37 | 38 |
| --------- | - | - | - | - | - | - | - | - | - | -- | -- | -- | -- | -- | -- | -- | -- | -- | -- | -- | -- | -- | -- | -- | -- | -- | -- | -- | -- | -- | -- | -- | -- | -- | -- | -- | -- | -- |
| Luogo     | C | T | C | C | T | C | T | C | T | C  | T  | C  | T  | C  | T  | C  | T  | C  | T  | T  | C  | T  | T  | C  | T  | C  | T  | C  | T  | C  | T  | C  | T  | C  | T  | C  | T  | C  |
| Risultato | V | V | V | P | N | V | N | V | P | P  | N  | P  | P  | V  | P  | N  | P  |    | P  | V  | P  | P  | P  | N  | P  | N  | P  | P  | N  | P  | P  | V  | V  | P  | P  | V  | N  | P  |
| Posizione | 3 | 1 | 1 | 2 | 2 | 1 | 2 | 2 | 2 | 2  | 3  | 6  | 6  | 4  | 7  | 8  | 11 | 11 | 12 | 12 | 13 | 13 | 13 | 13 | 13 | 14 | 15 | 15 | 16 | 16 | 16 | 16 | 16 | 16 | 16 | 16 | 17 | 17 |

Legenda:

Luogo: C = Casa; T = Trasferta. Risultato: V = Vittoria; N = Pareggio; P = Sconfitta.

### Statistiche dei giocatori
| Y. Becker      | 13 | 1 | 1 | 1 |
| S. Benyamina   | 23 | 5 | 4 | 0 |
| D. Beyreuther  | 6  | 0 | 2 | 0 |
| T. Ciğerci     | 14 | 7 | 2 | 1 |
| M. Cvjetinovic | 5  | 0 | 1 | 0 |
| F. Evina       | 8  | 0 | 1 | 0 |
| B. Ezeh        | 12 | 2 | 3 | 0 |
| L. Falcão      | 32 | 6 | 5 | 0 |
| M. Gamboš      | 8  | 0 | 1 | 1 |
| M. Gumaneh     | 0  | 0 | 0 | 0 |
| T. Gunte       | 24 | 4 | 0 | 0 |
| D. Günay       | 1  | 0 | 0 | 0 |
| A. Hahn        | 15 | 0 | 3 | 0 |
| Y. Heimur      | 1  | 0 | 0 | 0 |
| K. Hovi        | 10 | 1 | 1 | 0 |
| B. Jopek       | 33 | 3 | 4 | 0 |
| P. Kapp        | 33 | 2 | 5 | 1 |
| B. Kayo        | 11 | 0 | 1 | 0 |
| M. Kinzig      | 0  | 0 | 0 | 0 |
| J. Krahl       | 26 | 0 | 3 | 0 |
| E. Küc         | 34 | 3 | 3 | 0 |
| J. Lewald      | 35 | 2 | 6 | 1 |
| Č. Makreckis   | 17 | 0 | 4 | 0 |
| C. Menz        | 31 | 2 | 7 | 1 |
| T. Muschkowski | 0  | 0 | 0 | 0 |
| B. Nehrig      | 0  | 0 | 0 | 0 |
| S. Ogbaidze    | 16 | 0 | 3 | 0 |
| L. Pinckert    | 35 | 2 | 9 | 1 |
| M. Seiffert    | 34 | 0 | 2 | 0 |
| P. Sprint      | 12 | 0 | 3 | 0 |
| F. Suçsuz      | 3  | 0 | 0 | 0 |
| C. Theisen     | 26 | 2 | 5 | 0 |
| P. Verkamp     | 14 | 0 | 0 | 0 |
| S. Yamada      | 14 | 1 | 0 | 0 |
| E. Yılmaz      | 9  | 1 | 2 | 0 |